# Curarrehue
Curarrehue est une commune du Chili de la Province de Cautín, elle-même située dans la Région de l'Araucanie. En 2012, la population de la commune s'élevait à 7 035 habitants. La superficie de la commune est de 1 171 km2 (densité de 6 hab./km²),.

## Situation
Le territoire de la commune de Curarrehue se trouve dans la Cordillière des Andes et s'étend jusqu'à la frontière avec l'Argentine. Une route internationale (R 199) relie les deux pays en passant par le col de Mamuil Malal à 1253 mètres d'altitude. La principale agglomération se trouve au confluent des rio Trancura et rio Maichin formant le rio Pucon O Minetue. Deux réserves nationales se trouvent en partie sur le territoire de la commune : la réserve nationale Villarrica et le Parc national Villarrica. A la frontière avec l'Argentine se trouve le stratovolcan Lanín qui culmine à 3747 mètres. La commune est située à 663 kilomètres à vol d'oiseau au sud de la capitale Santiago et à 111 kilomètres au sud-est de Temuco capitale de la Région de l'Araucanie.

## Histoire
La colonisation de Curarrehue suit la pacification de l'Auricanie menée par les militaires chiliens dans les années 1880 pour ouvrir à la colonisation les terres détenues par les mapuches. La conquête du Désert menée de leur côté par les militaires argentins à la même époque repousse les mapuches sur le territoire de la commune où ils sont aujourd'hui majoritaires. La crise économique des années 1920 et 1930 est à l'origine d'une troisième vague de colonisation qui amènent des chiliens à venir chercher du travail dans la région. La construction d'une route reliant la commune au reste du pays attire également de nombreux travailleurs. En 1980 Curarrehue accède au statut de commune.

## Économie
Les principales activités économiques de la commune sont la sylviculture et l'élevage de bétail.

Position de Curarrehue (en rouge) au sein de la Région de l'Araucanie.